# Elke Dröscher

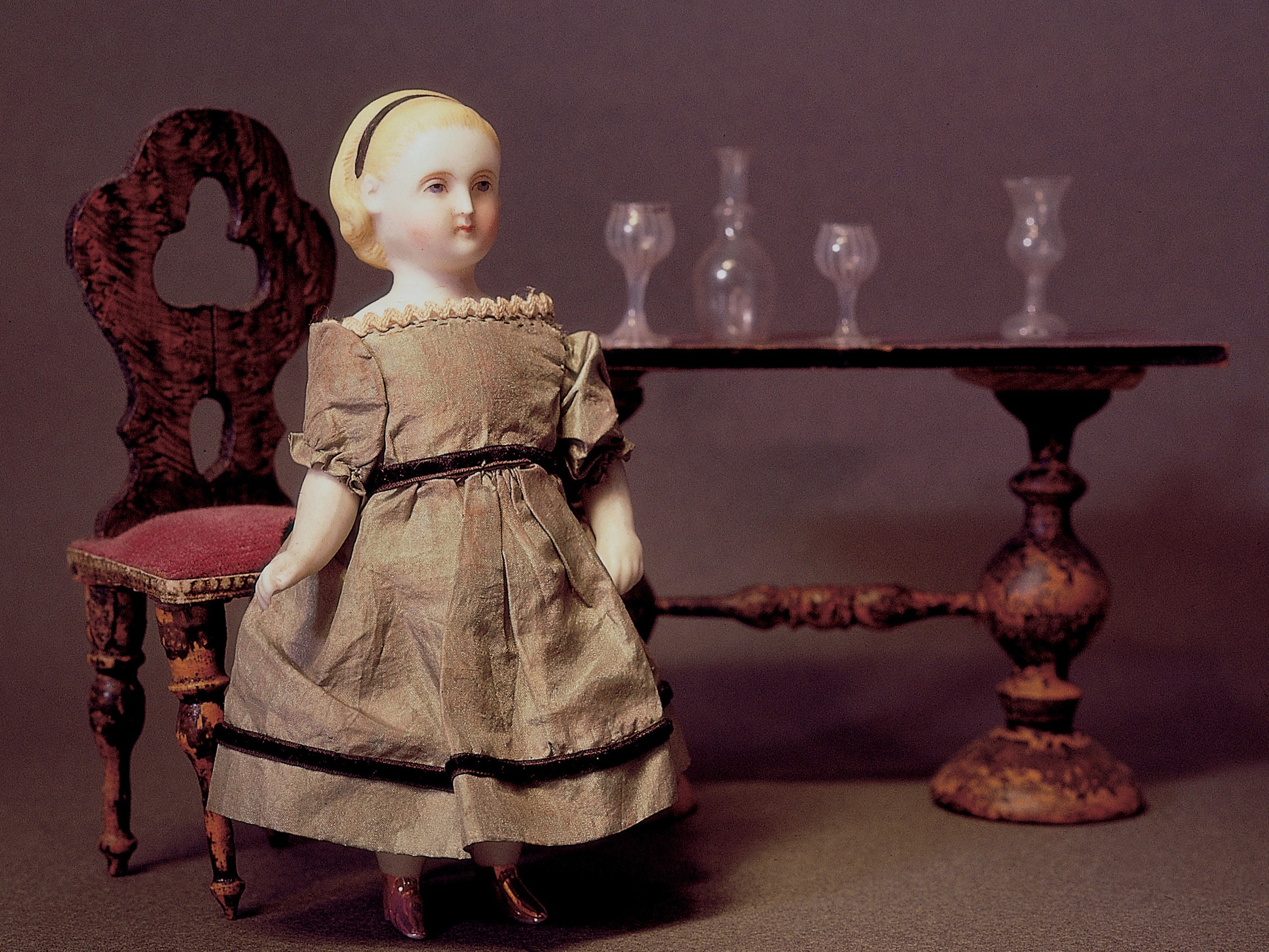
Exemplarische Exponate von Elke Dröscher in ihrem Puppenmuseum Falkenstein

Elke Dröscher (* 1941 in Hamburg) ist eine deutsche Buchautorin, Galeristin, Gründerin und auch Betreiberin des Puppenmuseums Falkenstein in Hamburg-Blankenese.

## Leben
Dröscher ist Tochter einer Hamburger Quartiermannsfamilie, ihr Vater war der seinerzeit in der Speicherstadt ansässige Quartiersmann-Unternehmer Adolph Dröscher.
Nach ihrem Schulabschluss machte sie eine Ausbildung als Gebrauchsgrafikerin und lernte später an der Staatliche Akademie der Bildenden Künste Stuttgart die Techniken des Restaurierens.
Ihre ersten Ausstellungsräume – die Galerie Fürneisen – eröffnete sie 1968 gegenüber dem damaligen Urania Filmtheater in Kellerräumen der Fehlandstraße 41 bei den Colonnaden. Die Galerie trug den Namen ihres ersten Ehemannes. Später zog die Galerie in die Poststraße 51, 1974 in die Magdalenenstraße 66, in eine Villa in Pöseldorf – dem damaligen Hamburger Künstler und Galerienviertel – und Dröscher lebte derweil in Berlin-Heiligensee. 1979 eröffnete sie neue Galerieräume unter dem Namen Photo Galerie Dröscher an den Elbchaussee 140 in ehemaligen Stallungen mit Kutscherräumen einer Villa.
Auch präsentierte sie im gleichen Jahr im Altonaer Museum ihre „berühmte“ (Zitat: Hamburger Abendblatt) Sammlung von Puppen und Puppenstuben. Es handelte sich um hunderte von Puppen und 40 komplett ausgestattete Puppenstuben aus den Jahren 1820 bis 1925.
Anfangs des Jahres 1981 wurde bekannt, dass – protegiert vom damaligen Ersten Bürgermeister Hamburgs Klaus von Dohnanyi (SPD) – Dröscher das denkmalgeschützte Landhaus Michaelsen in Blankenese-Falkenstein, gelegen auf einem 2,8 ha großen Grundstück unmittelbar zwischen dem hohen Elbufer und dem Sven-Simon-Park für 800.000 Mark instand zu setzen und in das „Puppen-Museum Falkenstein“ verwandeln möchte. Sie bekam eine Nutzungsgenehmigung für 75 Jahre, muss jedoch künftig den Unterhalt selbst tragen und ließ das Haus von 1985 bis 1986 durch das Architekturbüro Gerkan, Marg und Partner wieder aufbauen. 2011 warb sie bei der Hermann-Reemtsma-Stiftung eine großzügige Hilfe für notwendige Sanierungsmaßnahmen ein.
Neben ihrem bereits etablierten Puppenmuseum mit der angeschlossenen Galerie KunstRaum Falkenstein führte sie von 1991 bis 1998 eine zweite Ausstellungsstätte, genannt Fotoraum „Fleetinsel“, in der Admiralitätstraße der Hamburger Neustadt.
Dröscher trug – laut der taz – „nahezu 20 Jahre lang fast ausschließlich Kleidung von Yves Saint Laurent“. 1995 schenkte sie dem Museum für Kunst und Gewerbe Hamburg (MKGH) 120 Modelle ihrer Sammlung aus der „Rive Gauche“ genannten Prêt-à-porter-Linie Yves Saint Laurent. Anlass war eine im Folgejahr zum 60. Geburtstag von Yves Saint Laurant organisierte Ausstellung im MKGH.

## Ehrungen
- 2017 wurde ihr von Hamburgs Kultursenator Carsten Brosda (SPD) die Biermann-Ratjen-Medaille verliehen für „ihre Verdienste um den Denkmalschutz und das Puppenmuseum“.
- 2022 erhielt sie von der Patriotische Gesellschaft von 1765 den Preis für Denkmalpflege 2022 für „beispielhafte, über Jahrzehnte andauernde und nie endende Rettung und Bewahrung der Villa Michaelsen“.[19]

## Privates
Verheiratet war sie mit dem Interiordesigner Erich Fürneisen. Später ehelichte sie den Fotografen Robert Lebeck und war mit dem Maler Gotthard Graubner liiert. Ihre Tochter Anna hat sie allein groß gezogen.

## Bücher
- Und dann der Blick ins Elbtal. Karl Schneiders Landhaus Michaelsen in Hamburg (2023) 978-3-86218-170-4
- Elke Dröschers Postkartenbuch (1987)
- Puppenwelt (1985)
- Die große Puppenwelt (1982)